# Энтомологический сачок
Энтомологический сачок — специальная разновидность сачка, применяемая для ловли насекомых.

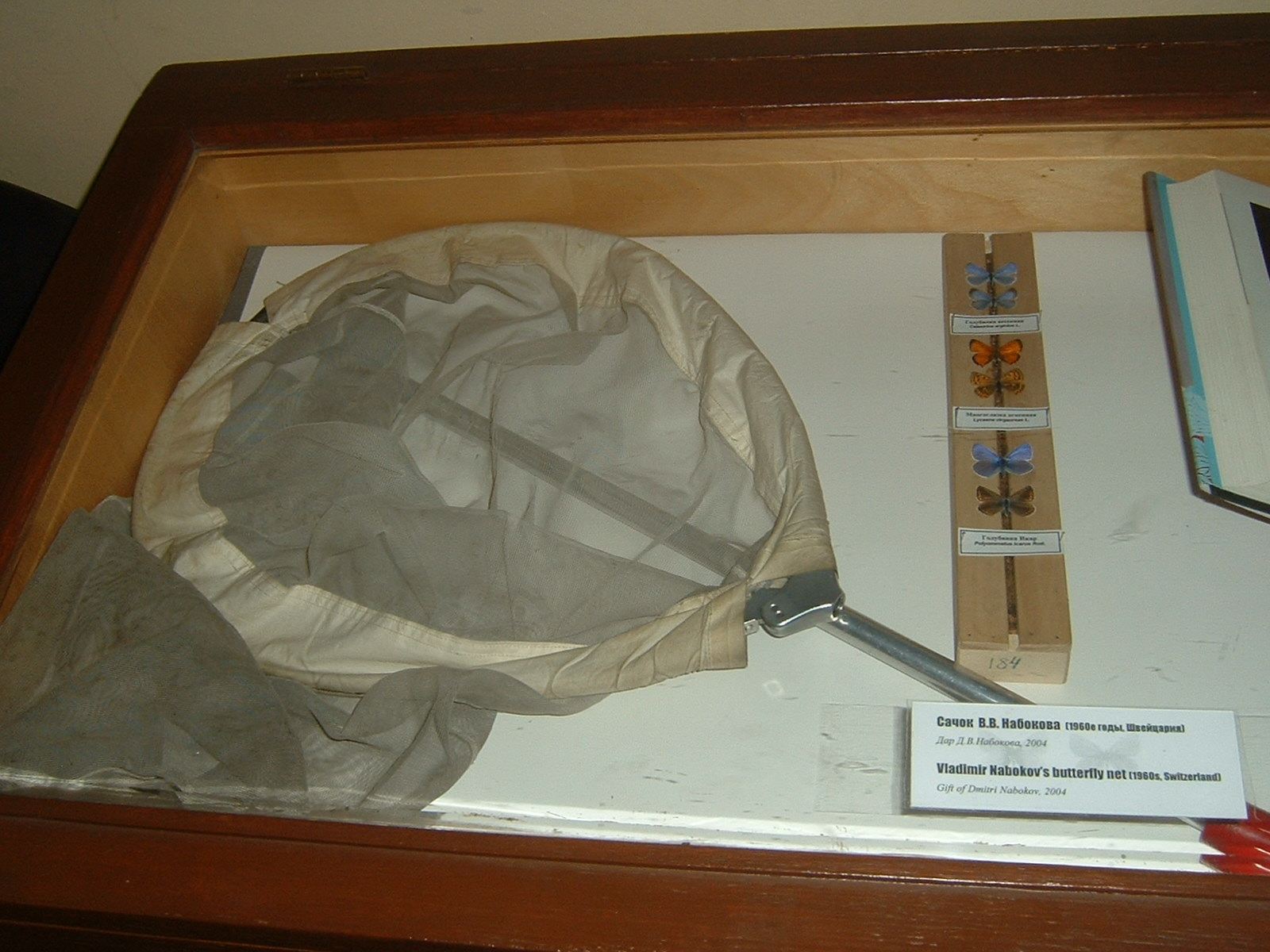
Энтомологический сачок Владимира Набокова

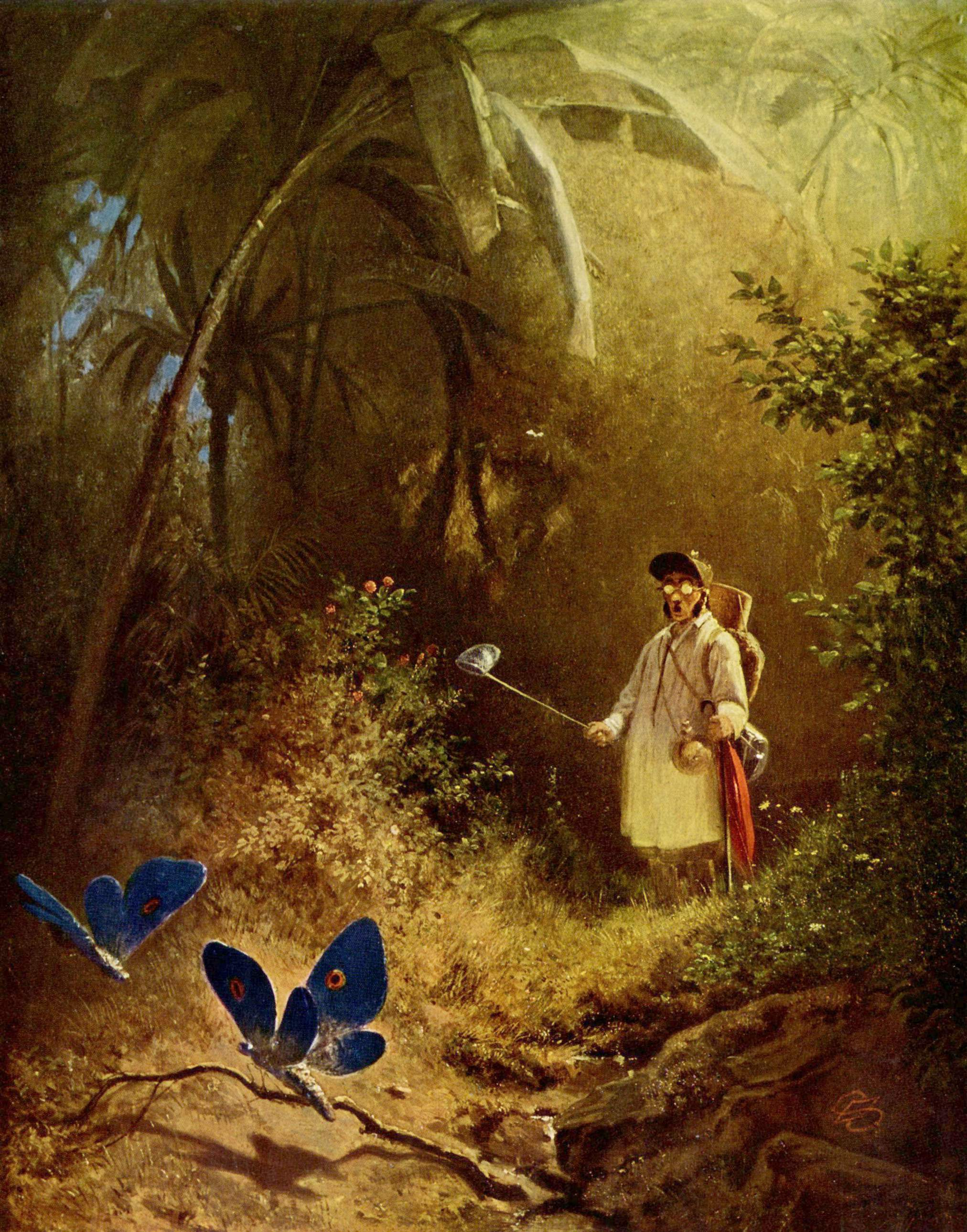
«Охотник за бабочками» (Der Schmetterlingsjäger) — картина 1840 года (Карл Шпицвег, 1808—1885)

## Общая характеристика
Существует довольно много различных конструкций энтомологических сачков. Все их можно разделить на два основных типа:
- складные сачки, съёмные
- сачки простые, не складные, не снимающиеся с ручки.

Все сачки состоят из обруча, соединённого с ручкой и мешка. Обруч чаще всего имеет форму круга. Диаметр обруча может варьировать в широких пределах от 20 см (для ловли мелких бабочек) до 80—100 см (для ловли крупных тропических насекомых). Длина ручки также может быть различной от 0,5 до 1—1,5 м. Максимальная длина ручки сачка может достигать 8 — 10 метров при ловле бабочек, обитающих в лесных кронах деревьев. Наибольшей популярностью пользуются телескопические складные ручки, длину которых можно регулировать по необходимости.
Промышленные сачки, как правило, изготавливаются из облегчённых сплавов, дюралюминия, титана, стекловолокна, углепластика, что обеспечивает их прочность и малый вес. Обычно они имеют телескопические ручки длиной от 50 см до 1,5 м. Мешки таких сачков изготавливаются из тонкой сетки из синтетических материалов. Глубина мешка составляет 60—90 см. Обручи таких сачков также часто изготавливаются складными.
В России и в других странах некоторые энтомологи пользуются самодельными энтомологическими сачками. На территории стран СНГ для этих целей часто переделываются рыболовные подсачеки.
Сообразно основным приемам лова, выделяют три типа энтомологических сачков:
- Сачок для лова в воздухе. Предназначен для ловли бабочек, перепончатокрылых, двукрылых, стрекоз и всех других насекомых, в основном — на лету. Такой сачок лёгкий, с нежным мешком.
- Сачок для «кошения». Используется для ловли насекомых, сидящих на травянистой растительности методов «кошения» (взмахами проводят сачком по траве или кустам справа налево и обратно. После нескольких взмахов производится осмотр сачка и вынимание из мешка попавших туда насекомых).
- Сачок для ловли в воде.

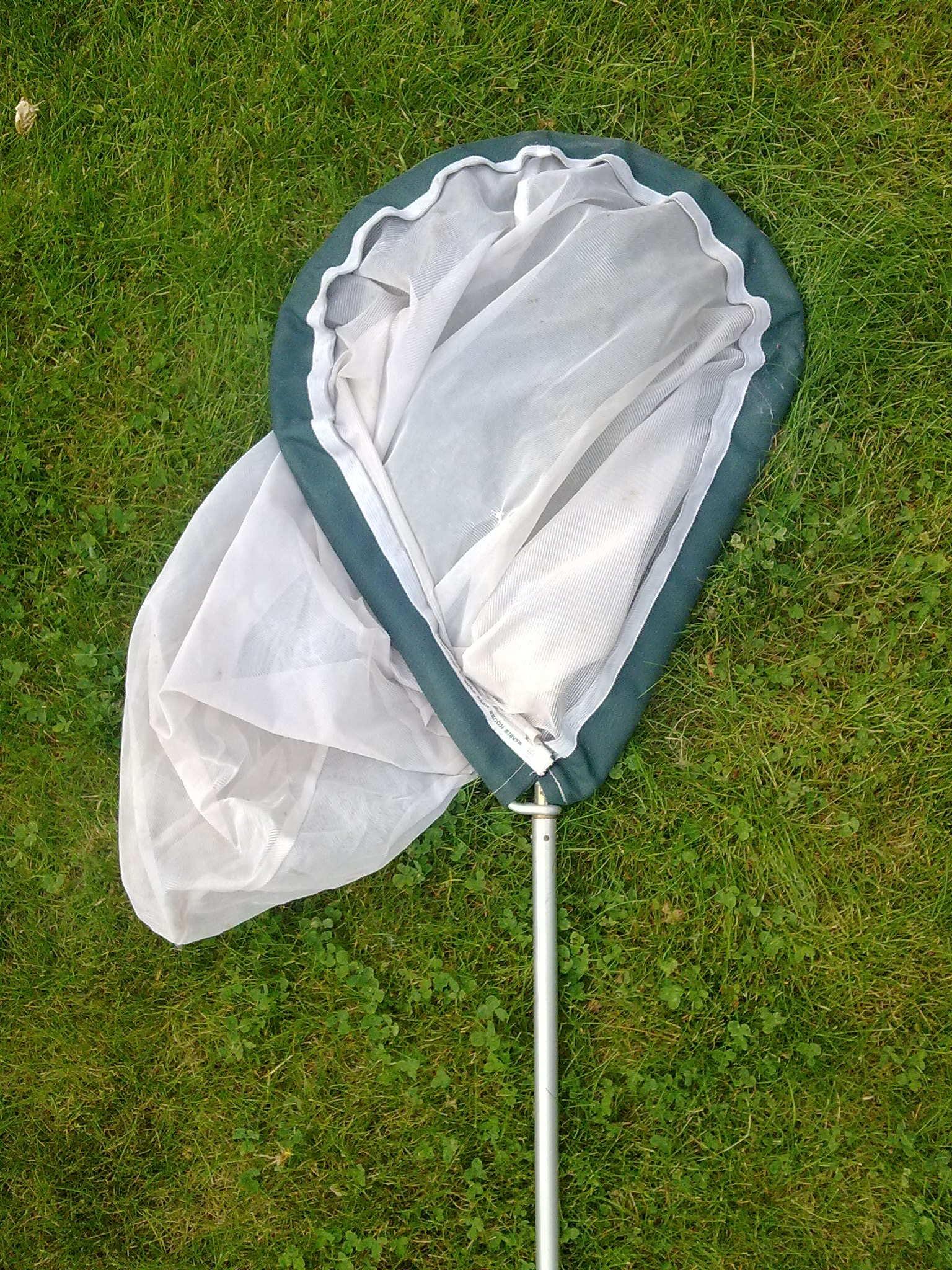
Сачок
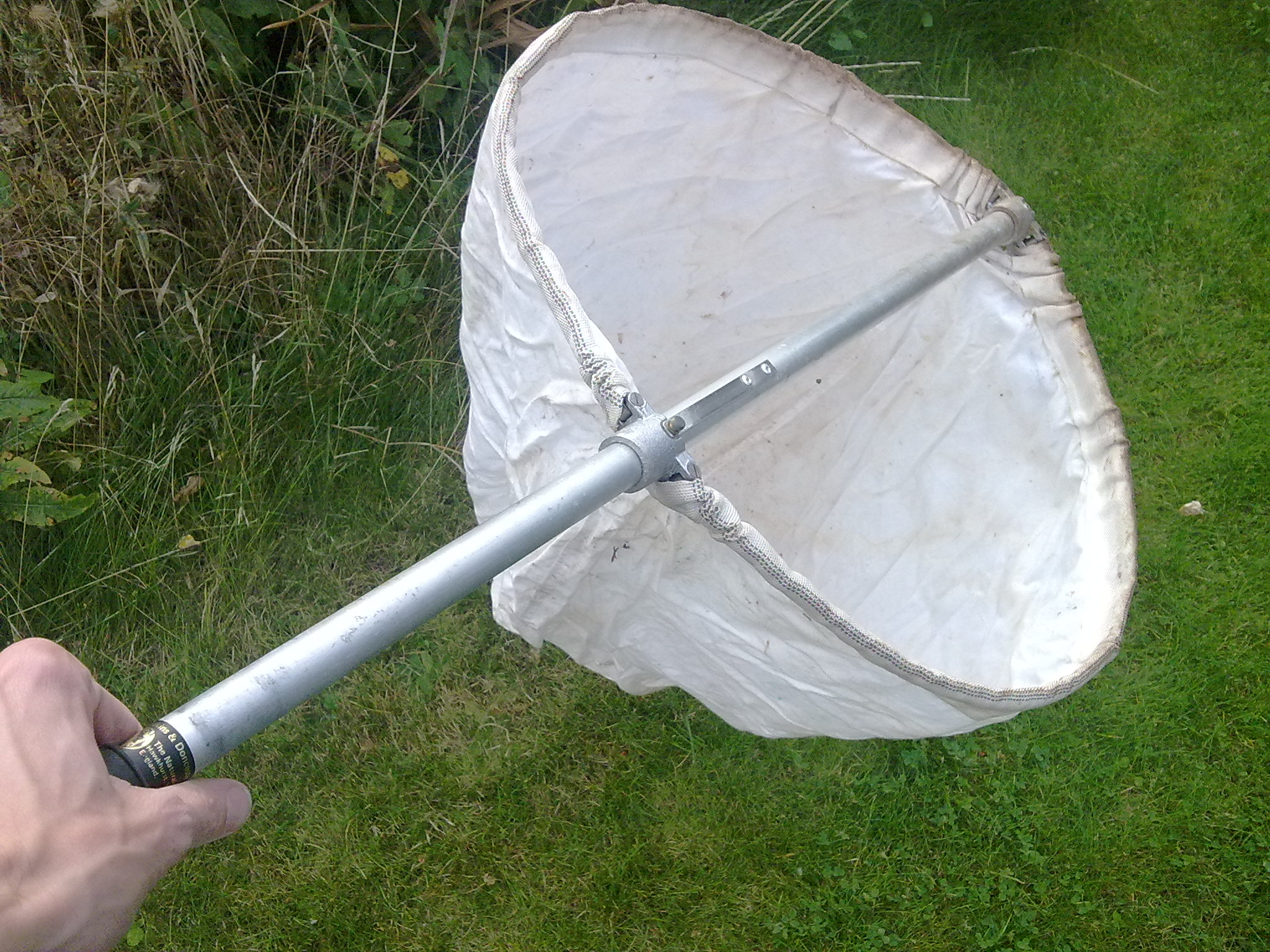
Сачок